# William Lindsay Gresham
Pour les articles homonymes, voir Gresham.
William Lindsay Gresham, né le 20 août 1909 et mort le 14 septembre 1962, est un écrivain américain. Son roman le plus connu, Le Charlatan (1946), a été adapté deux fois au cinéma (Le Charlatan en 1947, Tyrone Power tenant le rôle principal ; Nightmare Alley par Guillermo del Toro en 2021).

## Biographie
Gresham est né à Baltimore (Maryland). Sa famille emménage à New York lorsqu'il est encore enfant. Il découvre alors un monde qui ne cesse pas de le fasciner, celui des spectacles de foire américains. Après des études relativement courtes, Gresham accumule les petits boulots, il s'essaie à la chanson dans les établissements de Greenwich Village. En 1937, Gresham s'engage du côté républicain durant la guerre civile espagnole. Il y rencontre un ancien artiste de foire, Joseph Daniel "Doc" Halliday. Leurs longues conversations ont alimenté deux de ses livres : Monster Midway, où Gresham s'attache à décrire un monde qu'il connaît bien désormais, peuplé de toutes sortes de prodiges humains plus ou moins fabriqués, et Le Charlatan (Nightmare Alley), son seul livre traduit en français.
De retour aux États-Unis en 1939, il séjourne en sanatorium pour soigner sa tuberculose et fait une tentative de suicide. Gresham travaille ensuite comme auteur et éditeur pour différents pulps. En 1942, il se marie avec la poétesse Joy Davidman, dont il a deux enfants mais Gresham boit trop et devient vite violent sous l'emprise de l'alcool. Joy Davidman le quitte, elle épouse par la suite en secondes noces l'écrivain britannique C. S. Lewis.
Gresham se remarie rapidement avec une cousine de son ex-femme, Renee Rodriguez. Il tente de se reprendre, fréquente les alcooliques anonymes et se passionne encore et toujours pour les numéros de foire et de spiritisme. Il s'est ainsi attaché à dévoiler toutes les arnaques des petits métiers du boniment religieux. Dans son deuxième roman, Limbo Tower, il exploite son expérience du sanatorium et les souvenirs de son engagement à gauche, c'est peut-être son livre le plus autobiographique. Mais le roman déçoit, c'est un échec complet.
En 1962, la situation habituellement précaire de Gresham empire encore. Il devient presque aveugle et souffre d'un cancer de la langue. C'est dans cet état qu'il rédige une dernière commande, un livre d'apprentissage du culturisme. Le 14 septembre 1962, Gresham prend une chambre dans l'établissement qu'il fréquentait à l'époque du Charlatan. Il avale une surdose de somnifères, il a 53 ans. La presse new-yorkaise ne signale pas sa mort, à l'exception d'une chronique pour amateurs de bridge qui lui rend hommage.

## Œuvre

### Romans
- Nightmare Alley (1946) Le Charlatan, traduit par Denise Nast, Paris, Julliard, 1948 ; réédition, Paris, Christian Bourgois éditeur, coll. « Série B », 1986  (ISBN 2-267-00458-5) ; réédition, Paris, Gallimard, coll. « Série noire » no 2463, 1997  (ISBN 2-07-049737-2) ; réédition sous le titre Nightmare Alley, Gallimard, Série noire, 2021 ; réédition, Paris, Gallimard, coll. « Folio policier » no 1033, 2024  (ISBN 978-2-07-292311-1)
- Limbo Tower (1949)
- Monster Midway: An Uninhibited Look at the Glittering World of the Carny (1954)
- Houdini: The Man Who Walked Through Walls (1959)
- The Book of Strength: Body Building the Safe, Correct Way (1962)